# Raphaël Pujazon
Raphaël Pujazon (* 18. Februar 1918 in El Campillo in der spanischen Provinz Huelva; † 23. Februar 2000 in Alès) war ein französischer Leichtathlet. Der 1,75 m große und in seiner Wettkampfzeit 61 kg schwere Läufer war 1946 Europameister im Hindernislauf. 
Von 1939 bis 1950 trat Pujazon bei 18 Anlässen für die französische Nationalmannschaft an. Er war französischer Meister im 5000-Meter-Lauf 1941, 1942, 1944 und 1946, 1944 gewann er den Titel im 1500-Meter-Lauf, 1948 im Hindernislauf. Weitere sechs Meistertitel gewann er von 1944 bis 1949 im Crosslauf.
Bei den Europameisterschaften 1946 in Oslo siegte er im 3000-Meter-Hindernislauf mit französischem Rekord von 9:01,4 Minuten. Er hatte dabei rund zehn Sekunden Vorsprung auf die beiden Schweden Erik Elmsäter und Tore Sjöstrand. Im 5000-Meter-Lauf belegte Pujazon in Oslo den achten Platz in 14:46,8 Minuten.
1946 und 1947 gewann Pujazon auch den Cross der Nationen, den Vorläuferwettbewerb der Crossweltmeisterschaften. 1948 erreichte er bei den Olympischen Spielen in London das Finale im Hindernislauf, beendete das Rennen aber nicht.

## Bestzeiten
- 1500 Meter: 3:53,3 Minuten (1946)
- 2000 Meter: 5:19,0 Minuten (1946)
- 3000 Meter: 8:20,6 Minuten (1945)
- 5000 Meter: 14:37,9 Minuten (1946)
- 3000 Meter Hindernis: 9:01,4 Minuten (1946)